# New Chicago (Indiana)
New Chicago es un pueblo ubicado en el condado de Lake en el estado estadounidense de Indiana. En el Censo de 2010 tenía una población de 2035 habitantes y una densidad poblacional de 1.174,47 personas por km².

## Geografía
New Chicago se encuentra ubicado en las coordenadas 41°33′31″N 87°16′19″O / 41.55861, -87.27194. Según la Oficina del Censo de los Estados Unidos, New Chicago tiene una superficie total de 1.73 km², de la cual 1.73 km² corresponden a tierra firme y (0%) 0 km² es agua.

## Demografía
Según el censo de 2010, había 2035 personas residiendo en New Chicago. La densidad de población era de 1.174,47 hab./km². De los 2035 habitantes, New Chicago estaba compuesto por el 81.03% blancos, el 2.21% eran afroamericanos, el 0.69% eran amerindios, el 0.74% eran asiáticos, el 0.05% eran isleños del Pacífico, el 10.02% eran de otras razas y el 5.26% pertenecían a dos o más razas. Del total de la población el 27.42% eran hispanos o latinos de cualquier raza.